# Vyřazovací systém na dvě porážky

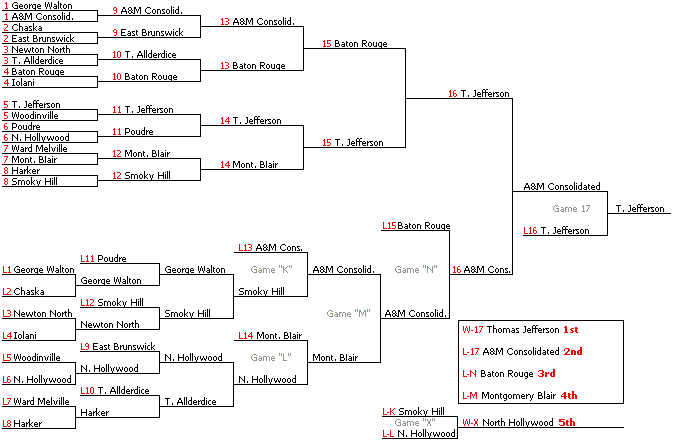
Příklad rozpisu zápasů turnaje hraného vyřazovacím systémem na dvě porážky

Vyřazovací systém na dvě porážky je méně obvyklá modifikace vyřazovacího systému, rozpisu utkání turnajů některých her a sportů (tzv. oboustranný pavouk). Turnajem nepostupují jen vítězové, ale i účastníci, kteří prohráli zatím jen jednou. Graf rozpisu utkání se skládá jak z části pro vítěze (skupina A) jako ve vyřazovacím systému, tak i části pro účastníky, kteří již jednou prohráli skupina B). Systém se používá například v některých baseballových soutěžích, judu, armwrestlingu, curlingu, šipkách nebo počítačových hrách.

## Tvorba párů pro zápasy
Páry účastníků do turnaje vstupují podobně jako ve vyřazovacím systému, tedy obvykle losem nebo s pomoci nasazování tak, aby se dva „papírově“ nejsilnější mohli sejít jako neporažení až ke konci turnaje. Na začátku jsou všichni ve větvi vítězů. Ti, co vyhrají, postupují do druhého kola. Ti, kteří prohrají, přecházejí na začátek větve poražených.
Vítěz každého kola ve větvi vítězů se v následujícím kole setká s dalším jiným vítězem z této větve. Poražený z tohoto duelu přechází do větve poražených. Vítěz každého kola ve větvi poražených se v následujícím kole setká s některým poraženým z větve vítězů. Pro poražené ve větvi poražených turnaj končí, neboť prohráli již podruhé.
V některých turnajích se finálový zápas nikdy neopakuje. V jiných se místo něho hraje série na více, obvykle dva vítězné zápasy.

## Konečné výsledky
Na konci turnaje se vítěz větve vítězů utká v zápase o celkové vítězství s vítězem větve poražených. Pokud se v tomto utkání setkali již po druhé, je to utkání konečné. Pokud se ale setkali poprvé, tak se v případě, že v tomto zápase vyhraje vítěz větve poražených, hraje ještě jeden zápas mezi těmito dvěma účastníky. Tím je zaručeno, že vítěz turnaje jako jediný neokusí porážku více než jednou.
Výsledky turnaje nejsou zcela jednoznačné, i když první čtyři místa určena jednoznačně jsou. O další místa se účastníci buď dělí, nebo se rozhoduje podle pomocného hodnocení nebo doplňkového zápasu.

## Analýza, výhody a nevýhody
Vyřazovací systém na dvě porážky má oproti klasickému vyřazovacímu systému výhodu v tom, že jedna porážka ještě neznamená vyřazení z turnaje, takže může vyhrát i ten účastník, jemuž se jeden zápas nepovedl. Cena za to je ovšem zvýšený počet zápasů nutných k dohrání turnaje. Celkem je potřeba odehrát {\displaystyle 2n-1} zápasů (v případě, že se finalisté již během turnaje potkali, tak jen {\displaystyle 2n-2}).
Nevýhodou je i to, že vítěz turnaje se s druhým účastníkem může potkat během turnaje dvakrát, přičemž vzájemné zápasy vyhraje nejprve jedna a pak druhá strana. Tomu se dá čelit úpravou systému, při které se o první dvě místa hraje jen ve větvi vítězů a vítěz větve poražených získá třetí místo celého turnaje. V některých turnajích pak může vítěz větve poražených svést s poraženým z finále větve vítězů zápas o druhé místo, pokud se v turnaji ještě nepotkali. Tato úprava se využívá například v soutěžích, kde je třeba rozhodnout o dvou postupujících do vyšší soutěže.
Nevýhodou tohoto typu rozpisu turnajů je opakování finálového zápasu, zvláště u komerčně založených sportů, kde jsou dopředu prodány lístky nebo televizní práva. Této nevýhodě se dá čelit výjimkou pro poslední zápas a ten pak není nutné opakovat.